# Vitor Meireles
Vitor Meireles är en kommun i Brasilien.   Den ligger i delstaten Santa Catarina, i den södra delen av landet, 1 200 km söder om huvudstaden Brasília. Antalet invånare är 5 208.
I omgivningarna runt Vitor Meireles växer i huvudsak städsegrön lövskog. Runt Vitor Meireles är det glesbefolkat, med 14 invånare per kvadratkilometer.